# Юр'євка (Новокузнецький район)
Ю́р'євка (рос. Юрьевка) — селище у складі Новокузнецького району Кемеровської області, Росія. Входить до складу Сосновського сільського поселення.

## Населення
Населення — 25 осіб (2010; 4 у 2002).
Національний склад (станом на 2002 рік):
- росіяни — 100 %